# Liste von Seen in Deutschland/U
| Name                    | Stadt/Landkreis     | Land                   | Fläche in km² |
| ----------------------- | ------------------- | ---------------------- | ------------- |
| Überlinger See          | Überlingen          | Baden-Württemberg      | 61            |
| Uckleysee               | Königs Wusterhausen | Brandenburg            |               |
| Üdersee                 | Finowfurt           | Brandenburg            |               |
| Uettelsheimer See       | Duisburg            | Nordrhein-Westfalen    | 0,23          |
| Ümminger See            | Bochum              | Nordrhein-Westfalen    | 0,11          |
| Ulmener Maar            | Ulmen               | Rheinland-Pfalz        |               |
| Ulrichshusener See      | Ulrichshusen        | Mecklenburg-Vorpommern |               |
| Ulmbachtalsperre        | Lahn-Dill-Kreis     | Hessen                 | 0,1775        |
| Ungeheuersee            | Weisenheim am Berg  | Rheinland-Pfalz        |               |
| Unterbacher See         | Düsseldorf          | Nordrhein-Westfalen    | 0,836         |
| Unterer Badesee Münster | Creglingen          | Baden-Württemberg      |               |
| Unterschleißheimer See  | Unterschleißheim    | Bayern                 | 0,079         |
| Untersee                | Brühl               | Nordrhein-Westfalen    |               |
| Unteruckersee           | Prenzlau            | Brandenburg            | 10,70         |
| Untreusee               | Hof (Saale)         | Bayern                 | 0,6           |
| Upahler See             | bei Güstrow         | Mecklenburg-Vorpommern | 1,07          |
| Uphuser Meer            | Emden               | Niedersachsen          |               |
| Urfttalsperre           | Schleiden           | Nordrhein-Westfalen    | 2,3           |
| Useriner See            | Userin              | Mecklenburg-Vorpommern | 3,78          |